# Бакингамска палата
Бакингамска палата (енгл. Buckingham Palace) је дом британских монарха, као и позната туристичка атракција Лондона. Саграђена је 1703. године, а краљ Џорџ III ју је 1762. претворио у личну резиденцију. Дом британских монарха постаје 1837. године, када је на власт дошла краљица Викторија.

## Историја

### Пре 1624.
У средњем веку, место будуће палате чинило је део поседа Ебури (који се такође назива Ија). Мочварно тло је натапала река Тајберн, која и данас тече испод дворишта и јужног крила палате. Тамо где је река била прелазна (код Крављег Форда), израсло је село Ија крос. Власништво над локацијом је много пута мењало руке; власници су били Едвард Исповедник и његова супруга краљица Едит од Весекса у касно саксонско доба, а након норманског освајања, Вилијам Освајач. Вилијам је дао ово место Џефрију де Мандевилу, који га је завештао монасима Вестминстерске опатије.
Године 1531, Хенри VIII је стекао болницу Светог Џејмса, која је постала палата Светог Џејмса, од Итон колеџа, а 1536. је преузео посед Ебери од Вестминстерске опатије. Ови трансфери су вратили локацију Бакингемске палате у краљевске руке по први пут откако ју је Вилијам Освајач поклонио скоро 500 година раније. Разни власници су га изнајмљивали од краљевских земљопоседника, а слободно власништво је било предмет жестоких спекулација током 17. века. До тада је старо село Ија крос одавно пропало, а подручје је углавном било пустош. Пошто му је био потребан новац, Џејмс I је продао део крунских слободних поседа, али је задржао део локације на којој је основао дудову башту од four-acre (1,6 ha) за производњу свиле. (Ово је у северозападном углу данашње палате.) Клемент Вокер у Anarchia Anglicana (1649) говори о „новоподигнутим содомама ... у врту Мaлбери код K. Џејмса“; ово сугерише да је то можда било место разврата. Коначно, у касном 17. веку, слободно власништво је наследила велика наследница Мери Дејвис од тајкуна сер Хју Одлија.

### Прве куће на локалитету (1624–1761)
Вероватно је прва кућа подигнута на том месту била кућа сер Вилијема Блејка, око 1624. године. Следећи власник је био лорд Горинг, који је од 1633. проширио Блејкову кућу, која је постала позната као Горингова кућа, и развио већи део данашње баште, тада познате као Горингова велика башта. Он, међутим, није добио право на власништво над баштом дудова. Без знања Геринга, 1640. године документ „није успео да прође Велики печат пре него што је Чарлс I побегао из Лондона, што је требало да се обави за легално извршење“. Управо је овај критични пропуст помогао британској краљевској породици да поврати слободно власништво под Џорџом III. Када је несмотрени Горинг пропустио да плати своју кирију, Хенри Бенет, 1. гроф од Арлингтона је био у могућности да купи закуп Горингове куће и он ју је преузимао када је она изгорела 1674, након чега је саградио Арлингтонску кућу на тој локација — месту јужног крила данашње палате — следеће године. Године 1698, Џон Шефилд је преузео закуп. Он је касније постао први војвода од Бакингема и Норманбија. Бакингемска кућа је изграђена за Шефилда 1703. године по пројекту Вилијама Винда. Изабрани стил је био велики централни блок са три спрата са два мања бочна крила за послугу. На крају ју је продао Бакингемов ванбрачни син, сер Чарлс Шефилд, 1761. Џорџу III за 21.000 фунти. Шефилдов најам над баштом дудова, чије је слободно власништво још увек било у власништву краљевске породице, требало је да истекне 1774. године.

### Од Краљичине куће до палате (1761–1837)
Под новим краљевским власништвом, зграда је првобитно била замишљена као приватно склониште за супругу Џорџа III, краљицу Шарлоту, и према томе је била позната као Краљичина кућа. Преуређење структуре почело је 1762. године. Године 1775. Законом парламента је регулисана имовина краљице Шарлоте, у замену за њена права на оближњу кућу Сомерсет, и 14 од њених 15 деце је рођено тамо. Део намештаја је пренет из Карлтон куће, а други је купљен у Француској након Француске револуције из 1789. Док је палата Светог Џејмса остала званична и церемонијална краљевска резиденција, назив „Бакингемска палата“ је коришћен од најмање 1791. Након ступања на престо 1820. године, Џорџ IV је наставио реновирање са намером да створи мали, удобан дом. Међутим, 1826. године, док су радови били у току, краљ је одлучио да кућу преуреди у палату уз помоћ свог архитекте Џона Неша.Спољна фасада је дизајнирана, имајући у виду француски неокласични утицај који је преферирао Џорџ IV. Цена реновирања је драматично порасла, а до 1829. екстраваганција Нешовог дизајна је резултирала његовим уклањањем са места архитекте. Након смрти Џорџа IV 1830. године, његов млађи брат Вилијам IV је ангажовао Едварда Блора да заврши посао.. Вилијам се никада није уселио у палату. Након што је Вестминстерска палата уништена у пожару 1834. године, он је понудио да се Бакингемска палата претвори у нови дом парламента, али је његова понуда одбијена.